# Каролтаун (Пенсилванија)
Каролтаун (енгл. Carrolltown) град је у америчкој савезној држави Пенсилванија.

## Демографија
По попису из 2010. године број становника је 853, што је 196 (-18,7%) становника мање него 2000. године.
| Група             | 2000.         | 2010.       |
| Белци             | 1.045 (99,6%) | 840 (98,5%) |
| Афроамериканци    | 2 (0,2%)      | 2 (0,2%)    |
| Азијати           | 0 (0,0%)      | 0 (0,0%)    |
| Хиспаноамериканци | 0 (0,0%)      | 4 (0,5%)    |
| Укупно            | 1.049         | 853         |